# توكويوشي كاواشيما
توكويوشي كاواشيما (川島得愛 كاواشيما توكويوشي) هو مؤدي أصوات ياباني ولد في 8 فبراير 1973 في طوكيو.

## أدواره في الأنمي

### مسلسلات أنمي تلفزيونية
- البدلة المتنقلة جاندام 00 - كلاوس غراد
- أويدو روكيت - أكاي نيشينوسكي
- تنبو إيبون أياكاشي أياشي - أوغاساوارا هوزابورو
- ميغامان محارب النت - والد لان هيكاري
- MADLAX - تشارلي
- تسوباسا كرونيكل - فوجيتاكا
- دي جرايمان - مارك
- إل كازادور - بيدرو
- هاتاراكي مان - فوروكاوا
- ساندز أوف ديستراكشن - والد مورتي أشيرا
- المقيم الأبدي - أسانو تاكايوشي
- ابنة ذو العشرين وجه - كوروساكي
- خيميائي الفولاذ FULLMETAL ALCHEMIST - ريدل
- غوين ساغا - ديلان
- الرومانسية الفيكتورية إيما - ويليام جونز
- كاتاناغاتاري - هيدا تاكاهيتو
- كوراو فانتوم ميموري - مايك
- جاينت كيلينغ - كوسيه غوتو، تاكيشي كاميه
- شيكاباني هيمي: أكا - تاكاماسا سوغي
- شيكاباني هيمي: كورو - تاكاماسا سوغي
- المتحري الروحي ياكومو - يوتارو إيشي
- باكومان - والد أكيتو تاكاغي
- طريق السلام - السجين رقم 42
- وولفرين - كاي
- هيوغيمونو - هوسوكاوا تاداومي
- أرشيف دانتاليان - مارتن غيس
- سورد آرت أونلاين - كاينز
- كونكريت ريفولوتيو: فنتازيا الخوارق - هيوما يوشيمورا
- كونكريت ريفولوتيو: فنتازيا الخوارق THE LAST SONG - هيوما يوشيمورا
- بوكيمون أوريجينز - لانس
- مغامرة جوجو الغريبة: الماس لا ينكسر - طونيو تروساردي
- أكاديميتي للأبطال - ناوماسا تسوكاوتشي

### أوفا أنمي
- تسوباسا طوكيو ريفيليشن - يوتو

### أفلام أنمي
- فيلم البدلة المتنقلة جاندام 00: أ ويكينينغ أوف ذا تريلبليزر - كلاوس غراد

## أدواره في الدبلجة اليابانية
- باتمان بيوند - تيري مكغينيس/باتمان
- باتمان: عودة الجوكر - تيري مكغينيس/باتمان
- أبطال النينجا - كيسي جونز
- تي إم إن تي - كيسي جونز
- سلسلة أفلام هاري بوتر
  - هاري بوتر وحجر الفيلسوف - أوليفر وود
  - هاري بوتر وحجرة الأسرار - أوليفر وود
- الأبطال الستة - بايماكس

## وصلات خارجية
- توكويوشي كاواشيما على موقع IMDb (الإنجليزية)
- توكويوشي كاواشيما على موقع ميوزك برينز (الإنجليزية)
- توكويوشي كاواشيما على موقع قاعدة بيانات الفيلم (الإنجليزية)
- توكويوشي كاواشيما على موقع ANN person (الإنجليزية)